# Венгерская группа революционных коммунистов
Венгерская группа революционных коммунистов (венг. Magyar Forradalmi Kommunisták Csoportja); в венгерской официальной историографии известна по названию судебного процесса над членами организации, как «маоистский заговор Дьёрдя Пора» (венг. Pór-féle maoista összeesküvés) — венгерская леворадикальная организация, объединявшая симпатизировавших маоизму студентов, критиковавшая существовавший в стране режим слева и проводившая более или менее открытую пропагандистскую деятельность. Наиболее известными участниками были Дьёрдь Пор, Миклош Харасти, Иштван Мальгот, Дьёрдь Далош, Габор Реваи (сын Йожефа Реваи). Группа была разгромлена госбезопасностью и её организаторы были привлечены к ответственности в ходе так называемого «маоистского процесса» (венг. maoista per), состоявшегося в мае–июне 1968 года.

## История
В 1964 году студент-историк Дьёрдь Пор встретил Шандора Бенче, также студента факультета гуманитарных наук ELTE, и они образовали кружо, в котором обсуждали марксизм, политику и искусство, а также слушали музыку. Комитет солидарности с Вьетнамом, действующий в рамках венгерского комсомола KISZ и проводивший антивоенные демонстрации перед американским посольством, в 1966 году был в основном сформирован из членов этой группы. Акции комитета зачастую организовывались без санкции комсомольского начальства, и в итоге в конце 1966 года университетская организация KISZ распустила его и исключила его лидеров из своих рядов за фракционную деятельность. Дьёрдь Пор и Миклош Харасти были вообще исключены из университета и помещены под надзор полиции.
Акции солидарности, включая несанкционированную первомайскую демонстрацию против военного переворота в Греции, возглавила подпольная группа из 10–12 человек, которая в листовке от ноября 1967 года назвала себя «Венгерской группой революционных коммунистов». Они разработали «Программный призыв» из 36 пунктов, в пункте 34 которого говорилось, что их целью является «насильственное свержение ревизионистской, буржуазно-бюрократической системы» и внедрение в Венгрии социализма китайского образца. 
Осенью 1967 года против группы было начато расследование органов государственной безопасности за распространение листовок и попытку организовать партийную инициативу. Дьёрдь Пор был арестован 23 января 1968 года, Шандор Бенце — 27 января, а студент Экономического университета Петер Шимон и студент факультета скульптуры Высшей школы изящных искусств Иштван Мальгот также были взяты под стражу.
На «маоистском процессе», состоявшемся в мае-июне 1968 года, несмотря на зловещее обвинение в «заговоре с целью поставить под угрозу государственный порядок», были вынесены относительно мягкие приговоры. Только трое из обвиняемых фактически отправились в тюрьму: Дьёрдь Пор получил наказание в виде двух с половиной лет, Шандор Бенче — два года, а Петер Шимон получил наказание в виде восьми месяцев, которое позже было утроено. Суд отсрочил на три года тюремные сроки других обвиняемых: Иштвана Мальгота, Дьёрдя Далоша, Габора Реваи, Тибора Гати и Юдит Гашпар. 
После освобождения Дьёрдь Пор эмигрировал в мае 1975 года, чтобы избежать постоянных преследований, потерял венгерское гражданство и ему разрешили вернуться на родине только в 1988 году. Миклош Харасти (чьи тогдашние взгляды Гашпар Миклош Тамаш описывает как геваристские) не фигурировал на суде ни в качестве обвиняемого, ни в качестве свидетеля — с ходатайством о прекращении преследования Харасти и его единомышленника Дьёрдя Далоша к Яношу Кадару обращался известный философ-марксист Дьёрдь Лукач. 
После суда группа Пора прекратила свое существование, и маоизм как идеологическое движение больше не имел заметного влияния в Венгрии. Некоторые члены побежденной маоистской группы продолжали свою агитацию среди студентов — большинство из них уже отошли от маоизма во второй половине 1968 года. Теоретической основой теперь был анархизм западных студенческих движений новых левых и революционность Че Гевары, в то время как практика формировалась университетским самоуправлением и движением Studium generale, способствовавшим вовлечением молодых рабочих в высшее образование.
В области культуры антиавторитарные черты движения были унаследованы культурными инициативами — ансамблями Gerilla и Monszün, арт-группами и любительскими театральными коллективами Orfeo, а позднее Studio K. 